# 八戸市立白銀南中学校
八戸市立白銀南中学校（はちのへしりつ しろがねみなみちゅうがっこう）は、青森県八戸市大久保にある市立中学校。

## 概要
- 本校は、市の発展とともに当地区でも団地化が進み生徒数が増加したことから、白銀中学校より分離・独立し、八戸市内22番目の中学校として開校した。

## 沿革
- 1991年（平成3年）
  - 3月26日 - 八戸市立白銀中学校にて分離式挙行[1]。
  - 4月1日 - 八戸市立白銀中学校より分離独立し、八戸市立白銀南中学校新設。
  - 10月12日 - 開校落成式挙行。
- 1992年（平成4年）8月21日 - プール落成式挙行。
- 1993年（平成5年）6月2日 - 校歌発表会開催。
- 2000年（平成12年）11月18日 - 創立10周年記念式典挙行し、祝賀会開催。
- 2005年（平成17年）7月11日 - すこやかみなみネット創設。
- 2010年（平成22年）10月8日 - 創立20周年記念式典挙行し、祝賀会開催。
- 2021年（令和3年）10月29日 - コロナウイルス感染拡大の影響で1年延期された創立30周年記念式典挙行[2]。

## 校章の由来
平成3年4月1日制定。
太平洋を望む高台に建てる八戸市立白銀南中学校。
知・徳・体の調和のとれた人格形成をめざし、次代を担う心身ともに健康な国民の育成を期する八戸市立白銀南中学校。
八戸のシンボル「うみねこ」は、豊かな心で輝く明日へ向かって雄々しく飛翔する生徒の姿である。
ゴールドライト［GOLD LIGHT］「中」は明朗さを、スカイブルー［SKY BLUE］は太平洋を象徴している。
安藤清一の作で、八戸市教育委員会の承認を得て制定された。

## 部活動
運動部
- サッカー
- 野球（募集停止）
- バレーボール（女）
- バスケットボール
- 卓球
- 陸上競技

文化部
- 総合文化（募集停止）
- 美術
- 合唱

## 周辺
- 八戸市立白銀南小学校 - 八戸市道をはさんで敷地が隣接。また、進学前小学校でもある。
- 白銀南公民館
- ほたるの里

## 有名な卒業生
- 小野ますのぶ - タレント（あどばるーん）
- 新山大 - タレント（あどばるーん）
- 馬場葉子 - ジャズピアニスト

## アクセス
- 「白銀台西口」バス停下車後、徒歩約670m・約10分。
  - 八戸市営バス「F1」・「F4」・「3」の各系統（大杉平・旭ヶ丘方面行）、「M24」・「20」の各系統（岬台団地・鮫方面行）。
  - 南部バス「岬台団地⇔ラピア・ピアドゥ線」